# Драгиша Матејић
Драгиша Матејић (29. јун 1879 — Београд, 9. март 1948) био је српски индустријалац и народни посланик.

## Биографија
Рођен је од мајке Милице, рођене Павловић и оца Јована Животића, по занимању трговца из Тополе, који је променио презиме у Матејић. Имао је брата Алексу.
Основну школу је завршио у Тополи. Након Првог светског рата је био један од најбогатијих Београђана. Био је директор и први акционар Есконтне банке. Поседовао је индустријско—банкарски концерн, који се састојао, осим Есконтне банке, од Кланичког друштва, Фабрика коже „Бели орао”, рударског предузећа „Јерма-Габерник” а. д. (Рудник „Јерма” и железница Суково—Ракита).
Од 1925. је био власник хотела у Тополи, који је носио име по њему.
Био је члан Управног одбора Народне банке Краљевине Југославије (март-јул 1930), Извршног комитета Банке (1931−1932), Београдске берзе, Привилегованог друштва за извот. Индустријске коморе и Општег осигуравајућег друштва Југославија. Био је председник Удружења извозника, велики добротвор Друштва за васпитање и заштиту деце, одборник Београдске општине.
Био је члан Демократске странке и њен посланик.
Одликован је Орденом Светог Саве III реда и Орденом белог орла IV реда, Златном медаљом за ревносну службу, Крстом милосрђа и другим.
Након Марсељског атентата 1934. сви послови су му пропадали. С обзиром да је Народна банка кредитирала предузећа и новчане заводе у којима је главну улогу имало исто лице, ова њена политика је била критикована на Зборовима акционара. Када је концерн запао у невоље и није могао да исплати камате по доспелим обавезама, стављена је хипотека на његову имовину. Повериоци су с њим извршили поравнање, а Државна хипотекарна банка је преузела на себе сва индустријска предузећа, непокретности тих друштава, као и његову личну имовину.